# 布莱顿旅馆爆炸案
布莱顿旅馆爆炸案（英語：Brighton hotel bombing）是1984年10月12日凌晨2:54（BST），发生于英格兰海滨旅游胜地布莱顿的布莱顿格兰德酒店的一次臨時派爱尔兰共和军组织的爆炸案。当时执政的保守党高级官员们正在那里召开年会。虽然警备森严，仍有2枚巨大的炸弹在此爆炸。有5个人在爆炸中死亡（包括安東尼·貝里爵士和John Wakeham的前妻Roberta），但没有一名英国内阁閣员死亡。首相撒切尔夫人还在准备演说，得以幸免，但政府其他成员重伤——贸易及工业大臣譚百德（Norman Tebbit）的妻子也受伤瘫痪。
臨時派愛爾蘭共和軍次日宣布对此事件负责，说他们要再幹一次，其声明中的一句话也随之出名：
“今天我们不走运，但记住我们只需要走一次运，而你们需要一直走运。”（Today we were unlucky, but remember we only have to be lucky once. You will have to be lucky always. ）